# Minnie Riperton
Minnie Riperton, née le 8 novembre 1947 à Chicago et morte le 12 juillet 1979 à Los Angeles, est une chanteuse américaine de musique soul. Elle est connue pour son registre vocal de quatre octaves et demi, et son single Lovin' You sorti en 1975.

## Biographie
Native de Chicago (Illinois, États-Unis), Minnie Riperton a découvert la chanson au lycée. Elle signe son premier contrat professionnel avec le groupe The Gems sur le label Chess à l'âge de 15 ans. Ce groupe, composé uniquement de filles, connait un succès commercial très limité.
Par la suite, elle intègre le groupe de soul psychédélique, The Rotary Connection, créé par Marshall Chess, fils du fondateur de Chess Records. Le premier album du groupe sort en 1967.
Minnie sort son premier album Come to My Garden en 1970 sur GRT Records (en). Cet album est intégralement produit et arrangé par Charles Stepney (en). Bien qu'acclamé par la critique, cet album n'est commercialement pas un succès.
En 1970, elle épouse le producteur de musique Richard Rudolph. En 1972, elle est remarquée par Stevie Wonder et devient une de ses choristes. Stevie produira en 1974 son second album : Perfect Angel qui la révélera grâce au tube Lovin' You.
Inside My Love sort en 1975 et deviendra un classique de la musique soul.
Le 24 août 1976, Riperton déclare à Flip Wilson, lors de l’émission The Tonight Show, qu'elle vient de subir une mastectomie à cause d'un cancer du sein. Au moment de son diagnostic, son cancer s'était déjà propagé au système lymphatique, et son espérance de vie était estimée à environ six mois. Elle continua ses tournées en 1977 et 1978, et devint la porte-parole nationale de l'American Cancer Society lors de la campagne de 1978-1979. Elle sortit un ultime album en 1979 avant de mourir des suites de son cancer le 12 juillet 1979 à 31 ans.
Elle est la mère de l'actrice Maya Rudolph, connue notamment comme ancienne membre du casting du Saturday Night Live et avec le film Away We Go.

## Influence

### Musique
De nombreux artistes ont samplé ou repris la musique de Minnie Riperton :
- En 1989, le groupe de musique électronique anglais The Orb utilise un samples de Lovin' you pour son titre A Huge Ever Growing Pulsating Brain That Rules from the Centre of the Ultraworld.
- Le morceau Lyrics to Go sur l'album Midnight Marauders du groupe A Tribe Called Quest utilise un sample de Inside My Love présent sur l'album Adventure in Paradise.
- Le morceau Check the Rhime sur The Low End Theory de A Tribe Called Quest contient un sample de Baby, This Love I Have.
- En 1997, le duo de DJs Masters at Work édite un album aux sonorités soul-funk sous le nom de Nuyorican Soul sur lequel figure une reprise du morceau I Am the Black Gold of the Sun tiré de l'album Hey Love de Rotary Connection.
- En 1998, le producteur Cutee B utilise plusieurs samples extraits de la chanson Inside My Love pour réaliser l'instrumentale du morceau Au fond de nos cœurs, présent sur l'album Détournement de son du rappeur Fabe. Le producteur Shakim Allah utilisera lui aussi le morceau pour l'instrumentale de la chanson Happy, sur l'album The Offering de Killah Priest, sorti en 2007.
- En 2001 Steve Robson sous le nom de "Jean Jacques Smoothie" utilise également un sample de Inside My Love pour réaliser le morceau "2 People" dans un style deep house
- En 2012, la chanteuse britannique Delilah (en) reprend la chanson Inside my love en l'adaptant à son répertoire musical et aux musiques modernes.
- En 2012, la chanteuse française Laura Mayne (ex groupe Native) reprend la chanson Inside my love dans une version piano voix.

### Autres médias
En 2008, H&M utilise le morceau Les Fleurs pour une campagne TV.
Le morceau Lovin' You est utilisé dans les films Paranoïak, Sept vies (Seven Pounds), Le Journal de Bridget Jones, Harold et Kumar s'évadent de Guantanamo, en caméo dans l'épisode Les Apprentis Sorciers des Simpsons ainsi que, plus récemment, dans les films français OSS 117 : Rio ne répond plus, De l'autre côté du lit et dans un épisode de la série télévisée South Park où cette chanson est brièvement interprétée par un personnage qui bloque sur une note très aiguë de la chanson dans l'épisode « Une promenade complètement folle avec Al Super Gay » ainsi que dans le dernier épisode de la 3e saison de la série Skins.
Ce morceau est également utilisé dans le jeu vidéo Dead or Alive Xtreme Beach Volleyball. Le jeu GTA IV quant à lui inclus Inside My Love sur la radio The Vibe 98.8.

## Discographie

### AvecRotary Connection
- 1967 : Rotary Connection
- 1968 : Aladdin
- 1968 : Peace
- 1969 : Songs
- 1970 : Dinner Music
- 1971 : Hey, Love (sous le nom The New Rotary Connection)

### En solo
- Come to My Garden, 1970.
- Perfect Angel, 1974.
- Adventures in Paradise, 1975.
- Stay in Love, 1977.
- Minnie, 1979.
- Love Lives Forever, 1980.
- Les Fleur - The Minnie Riperton Anthology, Stateside, 2001.